# Эдит и Марсель
«Эдит и Марсель» (фр. Édith et Marcel) — фильм-драма о любви певицы Эдит Пиаф и боксёра Марселя Сердана.

## Сюжет
1947 год. Певица Эдит Пиаф и боксёр Марсель Сердан встречаются. Они оба на вершине славы и страстно любят друг друга, но их роман будет длиться всего два года. Сердан гибнет в авиакатастрофе.
В это же время разворачивается роман между военнопленным Жаком Барбье и его фронтовой «крёстной» — Марго де Вилледьё. Но и он оканчивается трагически: письма Марго писал не Жак, а его лейтенант Франсис Роман.

## В ролях
- Эвелин Буи — Эдит Пиаф, Марго де Вилледьё
- Марсель Сердан-младший — Марсель Сердан
- Жак Вильре — Жак Барбье
- Франсис Хастер — Франсис Роман
- Жан-Клод Бриали — Лулу Барбье
- Жан Буиз — Люсьен Рупп
- Шарль Жерар — Шарло
- Шарль Азнавур — камео
- Шарлотта де Туркхайм — Маринетта Сердан
- Морис Гаррель — отец Марго
- Кандис Пату — сестра Марго
- Беата Тышкевич
- Стефани Феррара